# Cristo Espera por Ti
Cristo Espera por Ti é um livro espírita psicografado pelo médium e médico brasileiro Waldo Vieira, cuja autoria é atribuída ao espírito do romancista francês Honoré de Balzac. Os direitos autorais foram cedidos por Waldo Vieira a instituições de caridade.

## Enredo
O livro foi originalmente publicado pela Livraria Espírita Candeia em 1965. Trata-se de um Romance que se passa no início do século XIX, em Carcassonne, na França, sobre uma bela mulher que desencarnou tragicamente e tenta compreender por que o mundo espiritual lhe pede que volte à terra sem seus valiosos encantos femininos do passado. Ela é levada a tentar compreender claramente como fez um uso egoísta e desonesto de sua mediunidade e de sua beleza em encarnação anterior.

## Recepção
Cristo Espera por Ti é uma das mais aclamadas e vendidas obras mediúnicas.
O pensador espírita brasileiro, o psicólogo e escritor Osmar Ramos Filho, fez uma pesquisa análitica de sete anos sobre o livro. Osmar se deu por convencido de que o livro realmente foi escrito por Balzac através da psicografia de Waldo Vieira, e publicou os dados da pesquisa em seu livro intitulado "O Avesso de um Balzac Contemporâneo" (1994). Segundo Osmar:
"...em nosso confronto dos textos psicografados com os balzaquianos, encontramos a incrível soma de cerca de duas mil semelhanças, abrangendo não somente a Comédia humana, mas mesmo toda a obra do romancista. [...] Espantoso, porém, é que as reduzidas trezentas e vinte e cinco páginas do livro tenham podido comportar esta cifra tão elevada de analogias, inseridas com absoluta adequação nas diversas passagens, servindo, além disso, composição de personagens e ao desenrolar de um enredo inteiramente originais, com ressonâncias psicológicas e biográficas tão sutis que se tornam difíceis de traduzir de modo mais generalizado". "Romance complexo, perturbador, contraditório, que nos deixa ao mesmo tempo insatisfeitos e perplexos. Autêntico romance de Balzac."
Na contracapa do livro de Osmar há depoimento de outro renomado especialista em literatura balzaquiana, o crítico literário e professor de francês Paulo Rónai, que afirmou:
"Essa leitura [do livro 'Cristo Espera por ti'] levou-me à conclusão de que o autor desse livro, fosse quem fosse, devia saber bem francês, estar impregnado da cultura francesa do século passado e conhecer a fundo o universo balzaquiano. Quanto à explicação da gênese do livro, não posso arriscar nenhuma hipótese."
A editora Editares publicou uma edição de Cristo Espera por ti contendo romance original na íntegra e diversos comentários de  Osmar Ramos Filho.
Em 2010 o cineasta brasileiro Geraldo Sarno lançou um filme baseado no livro "O Avesso de um Balzac Contemporâneo": O último romance de Balzac. Levado ao Festival de Gramado do mesmo ano, o filme foi distinguido com o Prêmio Especial do Júri e o Prêmio de Melhor Direção de Arte.